# Anke Engelke

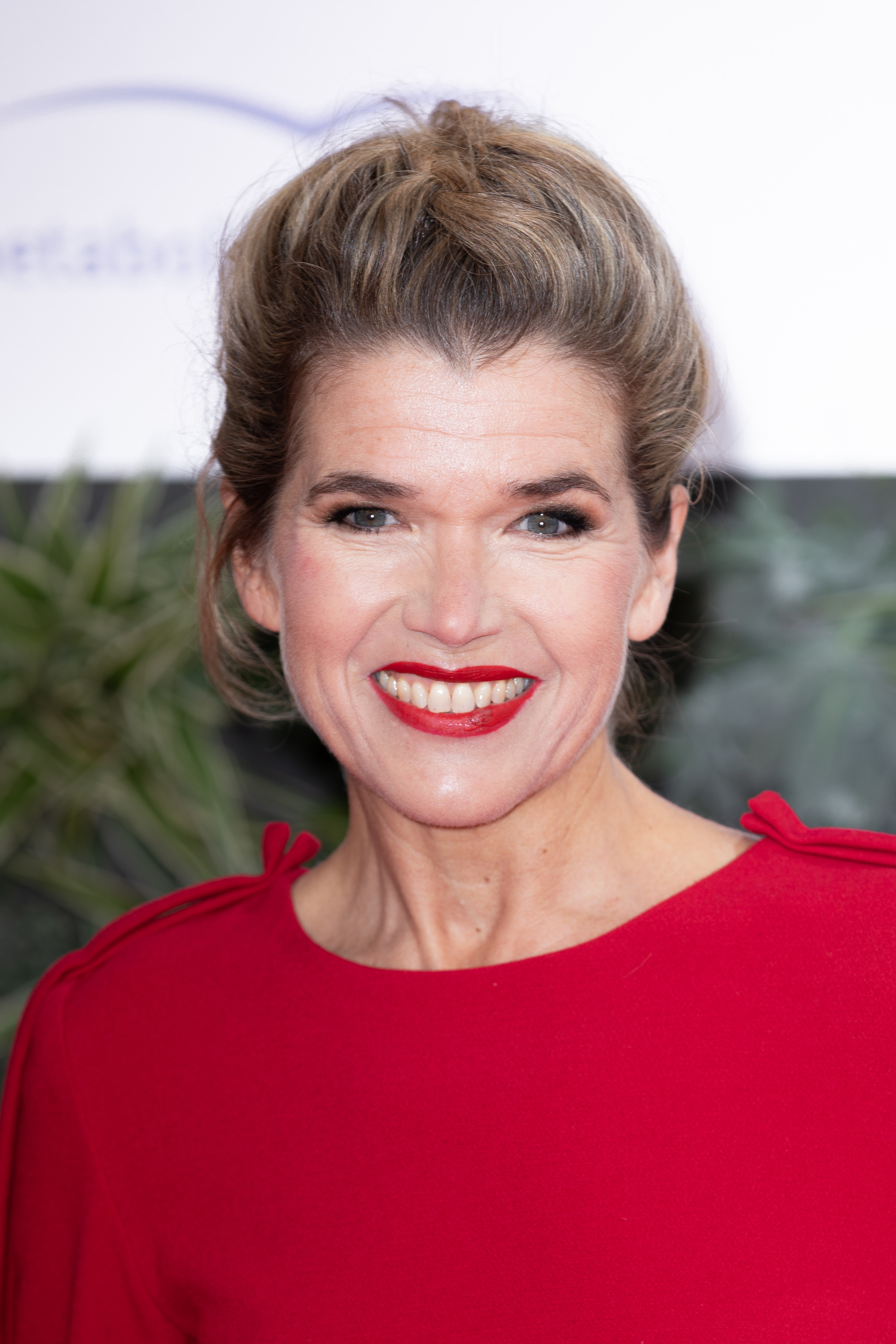
Anke Engelke, 2019

Anke Engelke (bürgerlich: Anke Christina Fischer; * 21. Dezember 1965 in Montreal, Kanada) ist eine deutsche Komikerin, Schauspielerin, Entertainerin, Sängerin, Synchronsprecherin und Fernsehmoderatorin. Sie ist auch kanadische Staatsbürgerin nach dem Geburtsortprinzip.
Einem breiten Publikum wurde sie Ende der 1990er Jahre durch die Sketchsendung Die Wochenshow sowie in den 2000er und 2010er Jahren mit der Comedyserie Ladykracher bekannt.

## Leben

### Kindheit

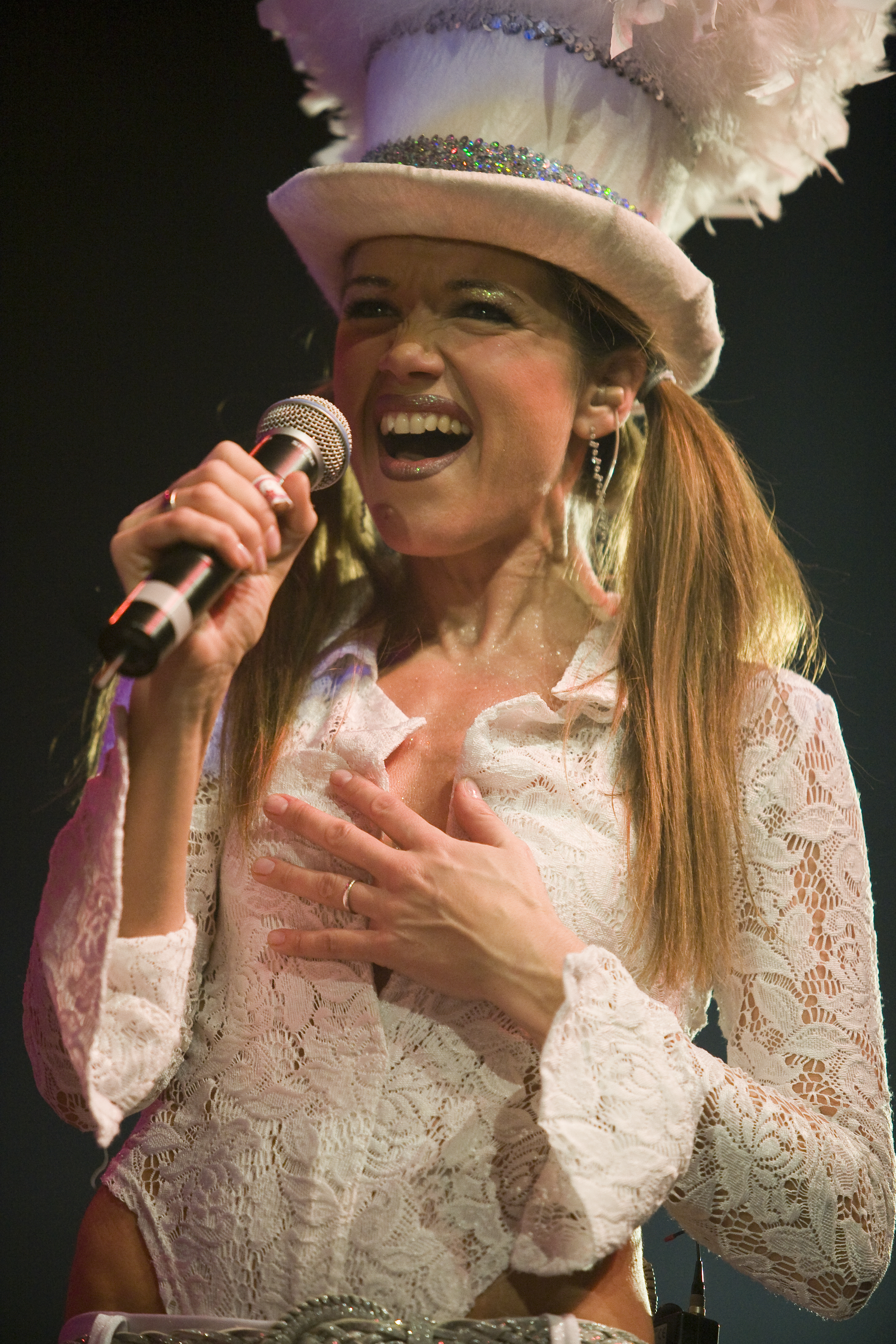
Anke Engelke mit Fred Kellner und die famosen Soulsisters in der Rhein-Mosel-Halle in Koblenz, 2008

Anke Engelke wurde 1965 im kanadischen Montreal geboren. Ihr Vater war Lufthansa-Manager, ihre Mutter Fremdsprachenkorrespondentin. Sie wuchs mit ihrer älteren Schwester Susanne dreisprachig (Deutsch, Englisch und Französisch) auf. 1971 zog die Familie nach Rösrath bei Köln. Anke Engelke besuchte dort das Freiherr-vom-Stein-Gymnasium und wurde Mitglied im Schulchor Sonntagskinder. 1975 trat sie mit der Gruppe in Peter Frankenfelds Fernsehshow Musik ist Trumpf auf; der Chor begleitete bei diesem Fernsehauftritt und auch bei anderen Auftritten den Sänger Heino, so ist sie bei einem Musikvideo zu Jenseits des Tales zu sehen. Für die ZDF-Reihe Sing mit Heino (1977–1979), von der auch Plattenaufnahmen erschienen, stand sie mit dem Kinderchor auch als Begleitung des Schlagersängers vor der Kamera. Als der Chor 1977 den Sänger Udo Jürgens bei einer Tournee begleitete, wurde die Elfjährige von Radio Luxemburg nach einem Duett mit Jürgens für den Rundfunk entdeckt.

### Karriereanfänge
Von 1978 bis 1980 moderierte sie bei Radio Luxemburg die Sendung Moment mal. 1979 sang sie in der Gruppe Manuel & Pony Das Lied von Manuel und trat damit auch in der ZDF-Hitparade auf. Von 1979 bis 1986 war sie Moderatorin der täglichen Kindersendungen auf der Funkausstellung fürs ZDF; zusammen mit Benny Schnier moderierte sie das ZDF-Ferienprogramm. 1980 hatte sie einen Auftritt bei Bio’s Bahnhof, der ihre Karriere förderte. 1981 erschien die Single Anke & Alexis Weissenberg – Wiegenlied für Erwachsene. Ihr Lehramtsstudium der Anglistik, Romanistik und Pädagogik in Köln brach Engelke ab, was sie später bedauerte.
Der Rundfunksender SWF in Baden-Baden bildete sie 1986 zur Redakteurin aus. Später moderierte sie bis 1998 auf SWF3 Radiosendungen wie den Pop Shop. Während dieser Zeit spielte sie sich selbst als SWF3-Radiomoderatorin in der Tatort-Folge Tod im All. Seit 1989 sind Anke Engelke und ihre Schwester Susanne Sängerinnen der Gruppe Fred Kellner und die famosen Soulsisters, die pro Jahr für etwa zwei bis drei Wochen live auftritt. In dieser Soul-Band lernte sie auch ihren ersten Ehemann, den Keyboarder Andreas Grimm, kennen. Von 1993 bis 1996 war sie Mitglied des SWF3-Comedy-Ensembles Gagtory.

### Werdegang
Von 1996 bis 2000 trat Engelke neben Ingolf Lück, Bastian Pastewka, Marco Rima und später Markus Maria Profitlich in der Sat.1-Sketchsendung Die Wochenshow auf. Dabei schlüpfte sie in die unterschiedlichsten Rollen, unter anderem spielte sie Ricky als Parodie auf das gleichnamige Mitglied von Tic Tac Toe. Später bekannte Engelke, dass ihre Parodie Blackfacing gewesen sei. Nach einer Beschwerde der afrodeutschen Sängerin habe Engelke damit aufgehört.
Eine weitere Produktion für Sat.1 war die Comedyserie Anke. Die Serie, in der unter anderem Ingo Naujoks und Roswitha Schreiner feste Rollen hatten, spielte hinter den Kulissen einer fiktiven Talkshow und lief von 1999 bis 2001. Unter anderem für ihre Rolle als fiktive Talkmoderatorin Anke gewann sie zweimal den Deutschen Comedypreis als Beste Komikerin. Darüber hinaus war die Serie 2001 für den Adolf-Grimme-Preis nominiert.
Um 2002 stand sie exklusiv bei SAT.1 unter Vertrag. Von 2002 bis 2003 war sie mit der Sketch-Show Ladykracher auf Sat.1 zu sehen. Die Sendung war 2003 für den Emmy nominiert und erhielt mehrere Preise, unter anderem den deutschen Comedy-Preis. Da Engelke nach der dritten Staffel andere Angebote annahm, machte Ladykracher zunächst Pause bis 2008. 2003 erhielt sie zusammen mit Olli Dittrich für die zweite Folge der gemeinsam improvisierten ZDF-Fernsehspielreihe Blind Date – Taxi nach Schweinau den Grimme-Preis mit Gold. Im Dezember desselben Jahres lieh sie der Fischdame Dorie in der deutschen Synchronfassung des Films Findet Nemo ihre Stimme. Ab Mai 2004 präsentierte sie auf dem ehemaligen Sendeplatz der Harald Schmidt Show eine Late-Night-Show mit dem Titel Anke Late Night, die im Oktober 2004 eingestellt wurde.
Engelke ist mit insgesamt acht Auftritten seit 2006 der häufigste Gast bei Wer wird Millionär? Die Millionenfrage konnte sie dabei nie beantworten. Im März 2006 startete sie mit Ladyland eine Comedyserie, die aus zunächst vier Folgen bestand und 2007 mit zwölf weiteren fortgesetzt wurde.
Am 16. Januar 2005 berichtete Engelke live von der Golden Globes für den Sender ProSieben. Seit 2007 leiht sie der Figur Marge Simpson in der Zeichentrickserie Die Simpsons auf ProSieben ihre Stimme. Sie trat damit die Nachfolge der im Juli 2006 verstorbenen Schauspielerin Elisabeth Volkmann an. Seit September 2007 wirkt sie in der Vorschulkinder-Fernsehreihe Die Sendung mit dem Elefanten mit. In der Fernsehserie Kommissarin Lucas spielte sie die jüngere Schwester der von Ulrike Kriener verkörperten Kommissarin.
Außerdem parodierte sie im Dezember 2007 und 2009 zusammen mit Bastian Pastewka in Fröhliche Weihnachten! – mit Wolfgang & Anneliese verschiedene Fernsehshows. 2011 folgte eine Fortsetzung unter dem Titel Fröhlicher Frühling – mit Wolfgang & Anneliese. 2008 spielte sie in der Kino-Komödie Freche Mädchen die Mutter einer der drei Hauptfiguren. Ein Jahr später war sie Moderatorin bei der Verleihung des Europäischen Filmpreises in Bochum.
Im Mai 2011 moderierte sie zusammen mit Stefan Raab und Judith Rakers den Eurovision Song Contest 2011 in Düsseldorf. Im Oktober 2011 gewann sie bei der Verleihung des Deutschen Fernsehpreises in Köln in der Kategorie „Beste Unterhaltungssendung des Jahres“ (zusammen mit Raab und Rakers für die genannte Moderation) sowie in der Kategorie „Beste Comedy“ für Ladykracher. Im Mai 2012 gehörte sie zur fünfköpfigen deutschen Jury für den Eurovision Song Contest 2012 in der aserbaidschanischen Hauptstadt Baku. Als Jurysprecherin gab sie die deutschen Abstimmungsergebnisse im Finale bekannt.
Engelke nutzte als einzige der 42 Jurysprecher die Aufmerksamkeit des Millionenpublikums, um auf die Menschenrechtslage in Aserbaidschan aufmerksam zu machen. Bei der Liveübertragung der Punktevergabe aus Deutschland sagte sie in englischer Sprache: „Heute Nacht konnte ja niemand für sein eigenes Land abstimmen. Aber es ist gut abzustimmen, und es ist gut, eine Wahl zu haben. Viel Glück auf eurer Reise, Aserbaidschan. Europa schaut auf euch“. Für ihre kritischen Worte erhielt sie breite Zustimmung von den Medien.
Ebenfalls 2012 moderierte sie die Verleihung des Fairtrade Awards. Von Juli 2013 bis November 2015 war sie Gastgeberin der Talkshow Anke hat Zeit im WDR-Fernsehen. Seit 2013 ist sie außerdem in der Sowas wie …-Reihe zu sehen. In der Reportage-Reihe spricht sie mit Menschen und nähert sich so einem bestimmten Thema. Bisher sind die Folgen Sowas wie Glück (2013), Sowas wie perfekt (2016) und Sowas wie Angst (2017) erschienen.
Seit 2007 zeichnet sie zusammen mit dem Moderator Kristian Thees den SWR-Podcast Wie war der Tag, Liebling auf. In diesem telefonieren die beiden Moderatoren miteinander und berichten über kleine Geschichten aus dem Alltag.
Von Februar bis Juni 2023 zeichnete sie zusammen mit Riccardo Simonetti den Spotify-Podcast Quality Time auf, fortgesetzt von November 2023 bis August 2024 bei Wondery als FREE HUGS.
Nachdem sie bei ihrer dritten Teilnahme bei LOL: Last One Laughing gewonnen hatte, trat sie zusammen mit Bastian Pastewka in der 4. Staffel 2023 mehrfach als Schlagerduo „Jenny & Mel“ auf.
Seit Ende 2024 macht sie ein Praktikum als Zugbegleiterin in Zügen der Deutschen Bahn.

## Privates
1994 heiratete Engelke den Keyboarder Andreas Grimm, mit dem sie die Tochter Emma Grimm (* 1996) hat. Die Ehe wurde Ende März 2005 geschieden. 2000 war sie elf Monate mit dem Fernsehmoderator Niels Ruf und bis März 2003 vier Jahre lang mit Benjamin von Stuckrad-Barre liiert. Am 21. Dezember 2005 – ihrem 40. Geburtstag – heiratete sie den Musiker Claus Fischer, Vater ihrer beiden Söhne (* 2005, * 2009). Sie nahm dessen Familiennamen an, tritt aber weiterhin unter dem Namen Anke Engelke auf. Im Mai 2015 wurde die Trennung des Paares bekannt. Engelke wohnt in Köln.

## Soziales Engagement
Seit 2003 ist sie Botschafterin für das deutsche Medikamenten-Hilfswerk action medeor. Im Rahmen dieses Engagements besuchte sie in Ländern Afrikas wie Tansania, 2017 Malawi und zuletzt 2023 Sierra Leone Gesundheitsprojekte, die dort unter anderem zur Bekämpfung von Malaria eingerichtet wurden.
Sie ist seit 2010 an der Kunsthochschule für Medien Köln Gastdozentin für das Lehrgebiet Kreative Fernsehproduktion.

## Filmografie (Auswahl)

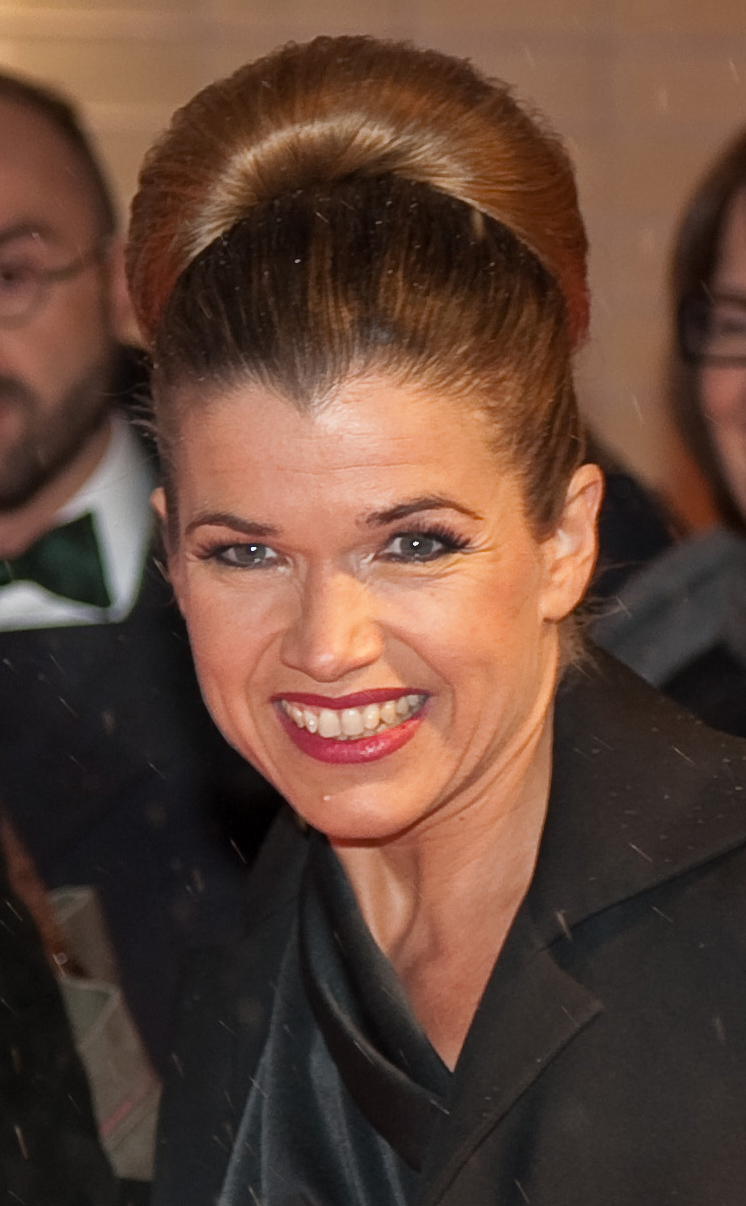
Anke Engelke beim Berlin Film Festival, 2010

### Moderation, Comedy, Reportage
- 1979–1986: ZDF-Ferienprogramm
- 1986: Die Maultrommel (22 Ausgaben im ZDF)
- 1996–2000: Die Wochenshow
- 1998–2003: Danke Anke! Weihnachten[45]
- 1999–2001: Anke
- 2001: Moderation Deutscher Fernsehpreis 2001 (zusammen mit Hape Kerkeling)
- 2001–2005: Blind Date
- 2001–2004, 2008–2013: Ladykracher
- 2002–2007: Die 5-Millionen-SKL-Show
- 2003–2019 (mit Unterbrechungen): Moderation Eröffnungs- und Abschlussveranstaltungen der Berlinale
- 2004: Anke Late Night
- 2005: Moderation Deutscher Fernsehpreis 2005 (zusammen mit Hugo Egon Balder)
- 2006, 2009, 2011, 2014, 2018–2020: Pastewka (Fernsehserie, 20 Folgen)
- 2006–2007: Ladyland
- 2007, 2009: Fröhliche Weihnachten! – mit Wolfgang & Anneliese
- Seit 2007: Die Sendung mit dem Elefanten
- 2009: Moderation Deutscher Fernsehpreis 2009 (als Anneliese Funzfichler des Volksmusik-Duos Wolfgang & Anneliese)
- 2011: Fröhlicher Frühling – mit Wolfgang & Anneliese
- 2011: Moderation Eurovision Song Contest 2011 mit Stefan Raab und Judith Rakers
- 2011: Elefantastisch Die Sendung mit dem Elefanten
- 2013: Moderation Unser Song für Malmö
- 2013: Pastewkas Weihnachtsgeschichte
- 2013: Reportage Sowas wie Glück
- 2013–2015: Anke hat Zeit[46]
- 2015: Reportage Fast perfekt – Anke Engelke und die Selbstoptimierer
- 2017: Reportage Sowas wie Angst[27]
- seit 2021: LOL: Last One Laughing
- 2021: Joko & Klaas gegen ProSieben (Gastmoderation)
- 2022: Wer stiehlt mir die Show?

### Filmschauspielerin
- 1997: Tatort: Tod im All
- 1998: … und im Keller gärt es (Fernsehserie, 3 Folgen)
- 2000: LiebesLuder
- 2001: Usadel International (Kurzfilm)
- 2001: Der Schuh des Manitu (nur XXL-Version auf DVD)
- 2003: Operation Dance Sensation
- 2003: Just get Married (Kurzfilm)
- 2003: Lindenstraße – Heldentum (Fernsehserie)
- 2004: Germanikus
- 2004: Der Wixxer
- 2005: Vom Suchen und Finden der Liebe
- 2007: Vollidiot
- 2007: Fröhliche Weihnachten
- 2007–2016: Kommissarin Lucas (Fernsehreihe, → siehe Folgen)
- 2008: Freche Mädchen
- 2009: Lippels Traum
- 2010: Freche Mädchen 2
- 2011: Fröhlicher Frühling
- 2012: Überlast (Kurzfilm)
- 2014: Doktor Proktors Pupspulver (Doktor Proktors prompepulver)
- 2014: Rico, Oskar und die Tieferschatten
- 2015: Im Knast (Fernsehserie, 1 Folge)
- 2015: Frau Müller muss weg!
- 2015: Gespensterjäger – Auf eisiger Spur
- 2015: Doktor Proktors Zeitbadewanne (Doktor Proktors tidsbadekar)
- 2015: Einmal Hallig und zurück (Fernsehfilm)
- 2015: Herman the German (Kurzfilm)
- 2016: Tödliche Geheimnisse – Geraubte Wahrheit (Fernsehfilm)
- 2016: Wellness für Paare (Fernsehfilm)
- 2016: Mind Your Body (Kurzfilm)
- 2017: Happy Burnout
- 2017: Tödliche Geheimnisse – Jagd in Kapstadt (Fernsehfilm)
- 2017: Nur ein Tag
- 2018: Südstadt (Fernsehfilm)
- 2018: Das schönste Mädchen der Welt
- 2018: Deutschland 86 (Fernsehserie, 7 Folgen)
- 2019: Rate Your Date
- 2020: Tödliche Geheimnisse – Das Versprechen (Fernsehfilm)
- 2020: Das letzte Wort (Fernsehserie, 6 Folgen)
- 2020: Deutschland 89 (Fernsehserie, 8 Folgen)
- 2021: Mein Sohn
- 2022: Der Onkel – The Hawk
- 2022: Eingeschlossene Gesellschaft
- 2022: Mutter
- seit 2022: Kurzschluss – Silvester für Zwei (Kurzfilmreihe)
  - 2022: Kurzschluss
  - 2023: Der zweite Kurzschluss
  - 2024: Kurzschluss hoch drei
- 2023: Deutsches Haus (Fernsehserie, 5 Folgen)
- 2023: Schock
- 2024: Perfekt verpasst
- 2024: Die Discounter (Prime Video, Gastrolle)

### Synchronsprecherin
- 1999: Tarzan als Jane (Minnie Driver)
- 2001: Der kleine Eisbär als Eisbärenmutter
- 2003: Findet Nemo als Dorie (Ellen DeGeneres)
- 2005: Der kleine Eisbär 2 – Die geheimnisvolle Insel als Eisbärenmutter
- 2006: Oh, wie schön ist Panama als Fisch
- 2006: Urmel aus dem Eis als Wutz
- Seit 2007: Die Simpsons (Fernsehserie) als Marge Simpson/Mabel Simpson (Julie Kavner)
- 2007: Die Simpsons – Der Film als Marge Simpson (Julie Kavner)
- 2008: Horton hört ein Hu! als Känguru (Carol Burnett)
- 2008: Urmel voll in Fahrt als Wutz
- 2010–2015: Family Guy (Fernsehserie) als Marge Simpson (Alex Borstein/Julie Kavner; 2 Episoden)
- 2011: Gnomeo und Julia als Nanette (Ashley Jensen)
- 2013: Sightseers als Tina (Alice Lowe)
- 2016: Findet Dorie als Dorie (Ellen DeGeneres)
- 2018: Hotel Transsilvanien 3 – Ein Monster Urlaub als Captain Ericka van Helsing (Kathryn Hahn)
- 2018: Ailos Reise (Erzählerin)
- 2019: Angry Birds 2 – Der Film als Silver (Rachel Bloom)
- 2022: Hotel Transsilvanien 4 – Eine Monster Verwandlung als Captain Ericka van Helsing (Kathryn Hahn)
- 2024: Garfield - Eine extra Portion Abenteuer als Jinx (Hannah Waddingham)

### Videospiele
- 2003: Findet Nemo – Abenteuer unter Wasser als Dorie
- 2007: Die Simpsons – Das Spiel als Marge Simpson

## Diskografie
- 1979: Manuel & Pony
- 1981: La Fugue (mit Alexis Weissenberg)[49]
- 1992: Franck Band – Dufte[50]
- 1992: Fred Kellner und die famosen Soulsisters – Live von der Bühne
- 1992: Fred Kellner und die famosen Soulsisters – I’m a Soulband
- 1994: Advanced Chemistry – Dir fehlt der Funk[51]
- 1998: Die Wochenshow-Best of
- 2000: Fred Kellner und die famosen Soulsisters – Say Fred, Say Kellner
- 2000: Nina Hagen – Return of the Mother (Gastauftritt)
- 2000: Marco Rima – Hank Hoover
- 2001: Franckband – Lieber Gott
- 2001: Owie Lacht – Deutschlands Comedians singen Weihnachtslieder
- 2003: Popshoppers’ Cosmotopia
- 2003: Popshoppers’ Shopping Guide
- 2003: Sackjeseech Party
- 2003: Zimmer frei 2
- 2003: Soloalbum – Die Musik Zum Film
- 2003: Franckband – Live im Backstage/Fulda
- 2004: Right Said Fred feat. Doris Dubinsky – The Wizard
- 2005: James Tierleben
- 2009: Elefantensong: Ohne Worte[52]
- 2010: Abenteuer im Traumland – Der Soundtrack zum Kinofilm

### Hörspiele
- 1999: Tarzan als Jane
- 2001: Der kleine Eisbär als Eisbärenmutter
- 2003: Findet Nemo als Dorie
- 2005: Der kleine Eisbär 2 – Die geheimnisvolle Insel
- 2006: Tod und Teufel als Richmodis von Weiden
- 2006: Oh, wie schön ist Panama
- 2007: Der Wixxer als Doris Dubinsky
- 2008: Urmel von in Fahrt als Wutz
- 2008: Tod und Teufel (Sonderausgabe) als Richmodis von Weiden
- 2012: Mir kocht die Blut! als Erzählerin
- 2016: Die Simpsons: Das Original-Hörspiel zur TV-Serie (Die Simpsons komplette Staffel 23), Edel:Kids (Edel)

### Hörbücher
- 2009: Heike Faller: Wie ich einmal versuchte, reich zu werden, Random House Audio (Hörbuch-Download), ISBN 978-3-8371-7610-0.
- 2013: Felix Salten: Bambi: Eine Lebensgeschichte aus dem Walde, tacheles, ISBN 978-3-86484-028-9.
- 2013: Rudyard Kipling: Das Dschungelbuch, bearbeitet von Michael Schulte, Ohrka.de (kostenloser Hörbuch-Download)
- 2022: Günter Wallraff: Ganz Unten, Audio-To-Go Publishing Ltd.

## Schriften
- Der reichste Mann der Welt, erzählt und illustriert von Anke Engelke, Carlsen, Hamburg 2011, ISBN 978-3-551-05200-1 (= Pixi-Bücher, Nr. 1805, Alle lieben Pixi).

## Auszeichnungen

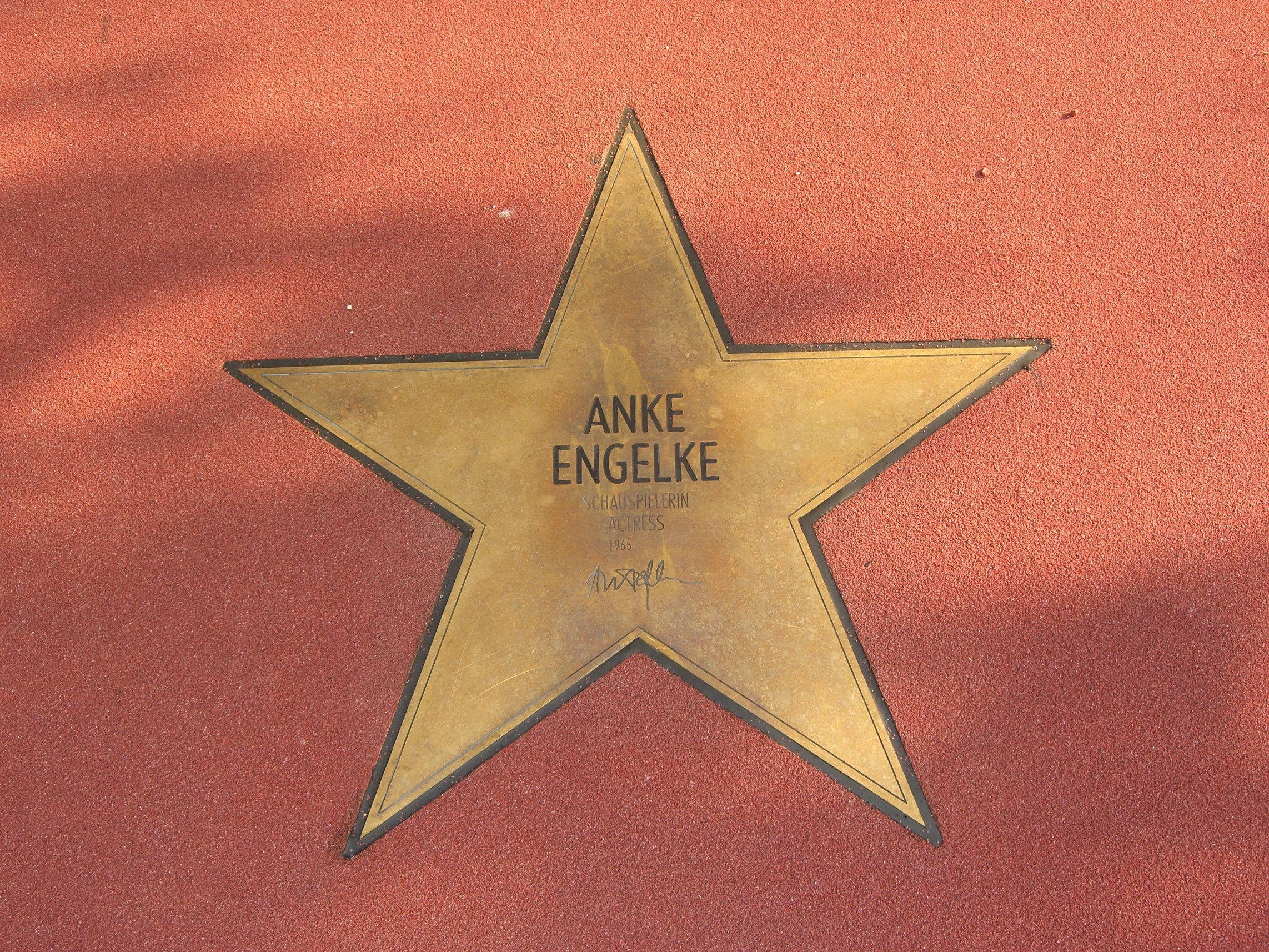
Stern von Anke Engelke auf dem Boulevard der Stars in Berlin

Für ihre Leistungen in der deutschen Fernsehunterhaltung erhielt Anke Engelke eine Reihe von Auszeichnungen.
- 1999
  - Adolf-Grimme-Preis „Spezial“ für außergewöhnliche Leistungen als Mitglied eines Sketchensembles[53]
  - Goldene Kamera „Publikumspreis“ für ihre Leistungen als Darstellerin in der Fernsehreihe Die Wochenshow[54]
  - Nominierung für die Silberne Rose von Montreux (zusammen mit dem Die Wochenshow-Team)[55]
  - Goldene Romy für die „Beste Programmidee“ gemeinsam mit dem Ensemble der Die Wochenshow
  - Bambi für ihre Leistungen im Bereich Comedy
  - Deutscher Comedypreis in der Kategorie „Beste Comedyshow“ für Die Wochenshow (als Teammitglied)
- 2000
  - Deutscher Comedypreis als „Beste Komikerin“ (Publikumspreis)
- 2001
  - Deutscher Comedypreis als „Beste Komikerin“ für Anke[56]
- 2002
  - Deutscher Comedypreis als „Beste Komikerin“ für Ladykracher
  - Deutscher Comedypreis in der Kategorie „Beste Comedy Show“ für Ladykracher
  - Deutscher Fernsehpreis in der Kategorie „Beste Comedy“ für Ladykracher
  - Miss TV Juni 2002 (4Fans)
- 2003
  - Deutscher Comedypreis in der Kategorie „Beste Sketch-Show“ für Ladykracher
  - Deutscher Comedypreis in der Kategorie „TV Spielfilm-Publikumspreis“
  - Bayerischer Fernsehpreis gemeinsam mit Olli Dittrich für Blind Date: Taxi nach Schweinau
  - Adolf-Grimme-Preis mit Gold gemeinsam mit Olli Dittrich für Blind Date: Taxi nach Schweinau
  - Eins Live Krone in der Kategorie „Beste Comedy“
  - Bravo Otto in Silber
- 2004
  - Rose d’Or in der Kategorie „Beste Comedydarstellerin“ für Ladykracher[57]
- 2005
  - Rose d’Or in der Kategorie „FRAPA Scripted Format-Preis“ für Ladykracher
- 2006
  - Deutscher Comedypreis in der Kategorie „Beste Komödie“ für Ladyland
- 2007
  - Deutscher Comedypreis in der Kategorie „Beste Schauspielerin“
- 2008
  - Adolf-Grimme-Preis im Wettbewerb „Unterhaltung“ gemeinsam mit Bastian Pastewka für die Hauptrolle in Fröhliche Weihnachten! – mit Wolfgang & Anneliese
  - Bayerischer Fernsehpreis für Fröhliche Weihnachten! – mit Wolfgang & Anneliese (gemeinsam mit Bastian Pastewka)
  - Deutscher Comedypreis in der Kategorie „Bestes Comedyevent“ für Fröhliche Weihnachten! – mit Wolfgang & Anneliese (gemeinsam mit Bastian Pastewka)
- 2009
  - Deutscher Comedypreis in der Kategorie „Beste Sketch-Show“ für Ladykracher
- 2010
  - Deutscher Comedypreis in der Kategorie „Beste Sketch-Show“ für Ladykracher
  - Deutscher Comedypreis in der Kategorie „Bestes Comedyevent“ für Fröhliche Weihnachten! – mit Wolfgang & Anneliese (gemeinsam mit Bastian Pastewka)
- 2011
  - Stern auf dem Boulevard der Stars in Berlin
  - Deutscher Fernsehpreis in der Kategorie „Beste Unterhaltungssendung des Jahres“ zusammen mit Stefan Raab und Judith Rakers für die Moderation des Eurovision Song Contests 2011
  - Deutscher Fernsehpreis in der Kategorie „Beste Comedy“ für Ladykracher (Sat 1)
  - Deutscher Comedypreis in der Kategorie „Beste Sketchcomedy“ für Ladykracher
- 2014
  - Preis der Deutschen Akademie für Fernsehen in der Kategorie Fernseh-Unterhaltung für Anke hat Zeit[58]
- 2016
  - Ernst-Lubitsch-Preis für ihre Rolle in Frau Müller muss weg![59]
- 2022
  - Gewinnerin LOL Staffel 3[60]
  - Grimmepreis[61]
- 2023
  - Romy in der Kategorie Beliebteste Schauspielerin Film[62]
- 2024
  - Aufnahme in die Liste 50 over 50 der Zeitschrift Forbes[63]